# San Isidro, Kanarieöarna
San Isidro är en ort i Spanien.   Den ligger i provinsen Provincia de Santa Cruz de Tenerife och regionen Kanarieöarna, i den sydvästra delen av landet, 1 800 km sydväst om huvudstaden Madrid. San Isidro ligger 207 meter över havet och antalet invånare är 19 541. Den ligger på ön Teneriffa.
Terrängen runt San Isidro är varierad. Havet är nära San Isidro åt sydost. Runt San Isidro är det ganska tätbefolkat, med 129 invånare per kvadratkilometer. Närmaste större samhälle är Arona, 12,3 km väster om San Isidro. Omgivningarna runt San Isidro är i huvudsak ett öppet busklandskap.